# Distichodus nefasch
Distichodus nefasch är en fiskart som först beskrevs av Bonnaterre, 1788.  Distichodus nefasch ingår i släktet Distichodus och familjen Distichodontidae. IUCN kategoriserar arten globalt som livskraftig. Inga underarter finns listade i Catalogue of Life.